# Monuments nationaux de Višegrad
Cet article recense les monuments nationaux situés sur le territoire de la municipalité de Višegrad en Bosnie-Herzégovine et dans la république serbe de Bosnie. La liste établie par la Commission pour la protection des monuments nationaux compte 2 monuments nationaux inscrits sur la liste principale et 2 monuments inscrits sur une liste provisoire.

## Monuments nationaux
| Monument                    | Localité | Géolocalisation              | Datation               | Commentaire éventuel                          | Photo |
| --------------------------- | -------- | ---------------------------- | ---------------------- | --------------------------------------------- | ----- |
| Pont Mehmed Pacha Sokolović | Višegrad | 43° 46′ 53″ N, 19° 17′ 17″ E | 1571-1577              | Sur la Drina ; patrimoine mondial de l'UNESCO |       |
| Nécropole de Mramorje       | Raonići  |                              | Préhistoire, Moyen Âge | Tumulus préhistorique et 12 stećci            |       |

## Liste provisoire
| Monument                        | Localité      | Géolocalisation | Datation | Commentaire éventuel                                         | Photo |
| ------------------------------- | ------------- | --------------- | -------- | ------------------------------------------------------------ | ----- |
| Monastère de Dobrun             | Gornji Dobrun |                 |          | Monastère orthodoxe serbe ; dans la métropole de Dabro-Bosna |       |
| Forteresse de Greben (Višegrad) | Greben        |                 |          | Ruines                                                       |       |